# Fabio Duarte
Fabio Andrés Duarte Arevalo (nascido em 11 de junho de 1986) é um ciclista colombiano.

## Carreira olímpica
Competiu representando a Colômbia no ciclismo nos Jogos Olímpicos de Verão de 2012.